# Alain Klotz
Pour les articles homonymes, voir Klotz.
Alain Klotz, né le 23 août 1967 est un astronome français, astrophysicien à l'observatoire de Toulouse et professeur à l'université de Toulouse.

## Biographie
En octobre 2012, il découvre la supernova SN 2012fr (en) située dans la galaxie spirale NGC 1365.
Le Centre des planètes mineures lui crédite la découverte de sept astéroïdes, découvertes effectuées entre 1997 et 1999.
Il a entre autres co-découvert les satellites astéroïdaux de (854) Frostia, (1089) Tama, (1313) Berne et de (4492) Debussy.
L'astéroïde (10222) Klotz lui est dédié.
| (19629) Serra     | 8 septembre 1999  |
| (28396) Eymann    | 13 septembre 1999 |
| (29437) Marchais  | 7 juin 1997       |
| (33027) Brouillac | 23 août 1997      |
| (73883) Asteraude | 16 février 1997   |
| (90918) Jasinski  | 2 août 1997       |
| (90944) Pujol     | 25 octobre 1997   |